# Луково (Бољевац)
Луково је насеље у Србији у општини Бољевац у Зајечарском округу. Према попису из 2022. било је 471 становника (према попису из 1991. било је 1386 становника). У његовој близини налазе остаци манастира Лапушње (1500/1501), који се налазе под заштитом Републике Србије, као споменици културе од великог значаја.
Овде се налази Црква свете Богородице у Лукову, као Комплекс објеката из 19. века, који представља непокретно културно добро као просторно културно-историјска целина у Србији.

## Демографија
У насељу Луково живи 592 пунолетна становника, а просечна старост становништва износи 47,0 година (45,4 код мушкараца и 48,3 код жена). У насељу има 227 домаћинстава, а просечан број чланова по домаћинству је 3,10.
Ово насеље је углавном насељено Србима (према попису из 2002. године).
|  |

| Демографија | Демографија | Демографија |
| Година      | Становника  | Становника  |
| ----------- | ----------- | ----------- |
| 1948.       | 1.617       |             |
| 1953.       | 1.468       |             |
| 1961.       | 1.343       |             |
| 1971.       | 1.421       |             |
| 1981.       | 1.488       |             |
| 1991.       | 1.386       | 868         |
| 2002.       | 704         | 1.395       |

| Етнички састав према попису из 2002.‍ | Етнички састав према попису из 2002.‍ | Етнички састав према попису из 2002.‍ | Етнички састав према попису из 2002.‍ | Етнички састав према попису из 2002.‍ |
| ------------------------------------ | ------------------------------------ | ------------------------------------ | ------------------------------------ | ------------------------------------ |
|                                      |                                      |                                      |                                      |                                      |
| Срби                                 | Срби                                 |                                      | 598                                  | 84,94%                               |
| Власи                                | Власи                                |                                      | 45                                   | 6,39%                                |
| Румуни                               | Румуни                               |                                      | 19                                   | 2,69%                                |
| Роми                                 | Роми                                 |                                      | 15                                   | 2,13%                                |
| Југословени                          | Југословени                          |                                      | 7                                    | 0,99%                                |
| Бугари                               | Бугари                               |                                      | 2                                    | 0,28%                                |
| Црногорци                            | Црногорци                            |                                      | 1                                    | 0,14%                                |
| Муслимани                            | Муслимани                            |                                      | 1                                    | 0,14%                                |
| непознато                            | непознато                            |                                      | 4                                    | 0,56%                                |

| Година пописа     | 1948. | 1953. | 1961. | 1971. | 1981. | 1991. | 2002. |
| ----------------- | ----- | ----- | ----- | ----- | ----- | ----- | ----- |
| Број домаћинстава | 361   | 331   | 326   | 335   | 345   | 328   | 227   |

| Број чланова      | 1  | 2  | 3  | 4  | 5  | 6  | 7  | 8 | 9 | 10 и више | Просек |
| ----------------- | -- | -- | -- | -- | -- | -- | -- | - | - | --------- | ------ |
| Број домаћинстава | 56 | 62 | 33 | 22 | 15 | 20 | 12 | 6 | 0 | 1         | 3,10   |

| Пол    | Укупно | Неожењен/Неудата | Ожењен/Удата | Удовац/Удовица | Разведен/Разведена | Непознато |
| ------ | ------ | ---------------- | ------------ | -------------- | ------------------ | --------- |
| Мушки  | 278    | 63               | 188          | 17             | 10                 | 0         |
| Женски | 329    | 48               | 190          | 75             | 15                 | 1         |
| УКУПНО | 607    | 111              | 378          | 92             | 25                 | 1         |

| Пол    | Укупно                    | Пољопривреда, лов и шумарство | Рибарство                            | Вађење руде и камена | Прерађивачка индустрија       |
| ------ | ------------------------- | ----------------------------- | ------------------------------------ | -------------------- | ----------------------------- |
| Мушки  | 163                       | 95                            | 0                                    | 2                    | 12                            |
| Женски | 79                        | 62                            | 0                                    | 0                    | 4                             |
| УКУПНО | 242                       | 157                           | 0                                    | 2                    | 16                            |
| Пол    | Производња и снабдевање   | Грађевинарство                | Трговина                             | Хотели и ресторани   | Саобраћај, складиштење и везе |
| Мушки  | 1                         | 18                            | 9                                    | 2                    | 4                             |
| Женски | 0                         | 0                             | 6                                    | 0                    | 1                             |
| УКУПНО | 1                         | 18                            | 15                                   | 2                    | 5                             |
| Пол    | Финансијско посредовање   | Некретнине                    | Државна управа и одбрана             | Образовање           | Здравствени и социјални рад   |
| Мушки  | 0                         | 5                             | 4                                    | 0                    | 2                             |
| Женски | 0                         | 1                             | 1                                    | 1                    | 1                             |
| УКУПНО | 0                         | 6                             | 5                                    | 1                    | 3                             |
| Пол    | Остале услужне активности | Приватна домаћинства          | Екстериторијалне организације и тела | Непознато            | Непознато                     |
| Мушки  | 6                         | 0                             | 0                                    | 3                    | 3                             |
| Женски | 2                         | 0                             | 0                                    | 0                    | 0                             |
| УКУПНО | 8                         | 0                             | 0                                    | 3                    | 3                             |